# Communauté de communes de Crèvecœur-le-Grand Pays Picard A16 Haute Vallée de la Celle
La Communauté de communes de Crèvecœur-le-Grand Pays Picard A16 Haute Vallée de la Celle (CCC) est une  ancienne communauté de communes française située dans le département de l'Oise.
Elle fusionne avec une autre intercommunalité pour former, le 1er janvier 2017, la communauté de communes de l'Oise picarde (CCOP)

## Historique
La communauté a été créée par arrêté préfectoral du 29 décembre 1993.
Dans le cadre des dispositions de la loi portant nouvelle organisation territoriale de la République (Loi NOTRe) du 7 août 2015, qui prévoit que les établissements publics de coopération intercommunale (EPCI) à fiscalité propre doivent avoir un minimum de 15 000 habitants, le préfet de l'Oise, prenant en compte le souhait majoritaire de l'intercommunalité et de ses communes,  a publié en octobre 2015 un projet de nouveau schéma départemental de coopération intercommunale, qui prévoit la fusion de plusieurs intercommunalités, et notamment celle de Crèvecœur-le-Grand et celle des Vallées de la Brèche et de la Noye, soit une intercommunalité de 61 communes pour une population totale de 27 196 habitants.
Après avis favorable de la majorité des conseils communautaires et municipaux concernés, cette intercommunalité est créée au 1er janvier 2017.
Les communes de Crèvecœur-le-Grand, Francastel, Rotangy, Luchy, Maulers et Muidorge ont été intégrées contre leur gré à l'intercommunalité, car elles souhaitent rejoindre la communauté d'agglomération du Beauvaisis.

## Le territoire communautaire

### Géographie
La communauté regroupait les communes de l'ancien canton de Crèvecœur-le-Grand.

### Composition
En 2016, l'intercommunalité regroupait les 20 communes suivantes :
| Nom                        | Code Insee | Gentilé        | Superficie (km2) | Population (dernière pop. légale) | Densité (hab./km2) |
| -------------------------- | ---------- | -------------- | ---------------- | --------------------------------- | ------------------ |
| Crèvecœur-le-Grand (siège) | 60178      | Crépicordiens  | 12,30            | 3 538 (2014)                      | 288                |
| Auchy-la-Montagne          | 60026      | Alchidiens     | 8,05             | 552 (2014)                        | 69                 |
| Blancfossé                 | 60075      |                | 5,16             | 138 (2014)                        | 27                 |
| Catheux                    | 60131      | Cathensiens    | 11,78            | 115 (2014)                        | 9,8                |
| Choqueuse-les-Bénards      | 60153      |                | 4,16             | 104 (2014)                        | 25                 |
| Conteville                 | 60161      |                | 3,62             | 84 (2014)                         | 23                 |
| Cormeilles                 | 60163      |                | 7,21             | 440 (2014)                        | 61                 |
| Le Crocq                   | 60182      | Crocquois      | 3,10             | 186 (2014)                        | 60                 |
| Croissy-sur-Celle          | 60183      |                | 11,10            | 293 (2014)                        | 26                 |
| Doméliers                  | 60199      |                | 6,13             | 239 (2014)                        | 39                 |
| Fontaine-Bonneleau         | 60240      | Belifontainois | 16,37            | 265 (2014)                        | 16                 |
| Francastel                 | 60253      | Francastellois | 12,58            | 470 (2014)                        | 37                 |
| Le Gallet                  | 60267      |                | 3,47             | 170 (2014)                        | 49                 |
| Lachaussée-du-Bois-d'Écu   | 60336      | Quenchillons   | 5,92             | 217 (2014)                        | 37                 |
| Luchy                      | 60372      | Luchissois     | 10,79            | 626 (2014)                        | 58                 |
| Maulers                    | 60390      | Maulèrons      | 7,62             | 299 (2014)                        | 39                 |
| Muidorge                   | 60442      | Muidorgeois    | 5,34             | 135 (2014)                        | 25                 |
| Rotangy                    | 60549      |                | 9,78             | 208 (2014)                        | 21                 |
| Le Saulchoy                | 60608      |                | 4,97             | 99 (2014)                         | 20                 |
| Viefvillers                | 60673      | Vélusiens      | 4,09             | 178 (2014)                        | 44                 |

### Démographie
| 1968  | 1975  | 1982  | 1990  | 1999  | 2008  | 2013  |
| ----- | ----- | ----- | ----- | ----- | ----- | ----- |
| 5 876 | 5 885 | 5 939 | 6 440 | 6 965 | 7 624 | 8 267 |

## Organisation

### Élus
La communauté de communes était administrée par son Conseil communautaire, composé de 43 conseillers municipaux représentant chacune des communes membres.

### Liste des présidents successifs
| Période                                  | Période        | Identité       | Étiquette | Qualité |
| ---------------------------------------- | -------------- | -------------- | --------- | --- |
| Les données manquantes sont à compléter. |                |                |           | |
|                                          | 2001           | Jean Pupin     |           | Maire de Doméliers (1995 → ) |
| avril 2001                               | septembre 2004 | Hervé Benjamin |           | Maire de Cormeilles (2001 → 2004) Décédé en fonction |
| novembre 2004                            | décembre 2016  | Érick Mullot,  |           | Professeur retraité d'éducation physique et sportive Maire de Luchy (2001 → 2020) Vice-président de la Communauté de communes de l'Oise picarde (2017 → ) |

### Les compétences
L'intercommunalité exerçait les compétences qui lui ont été transférées par les communes membres, dans le cadre des dispositions du code général des collectivités territoriales. Il s'agissait de :
- Le développement économique
- L'aménagement du territoire

ainsi que : 
- La collecte et le traitement des ordures ménagères
- La sécurité incendie
- La compétence scolaire (qui comprend le transport des élèves et l'entretien des locaux)
- La gestion des voiries communales existantes.

### Organismes de rattachement
La CCC adhérait en 2016 à d'autres groupements :
- Syndicat mixte de l'Oise Picarde (SMOP), avec la communauté de communes des Vallées de la Brèche et de la Noye voisine ;
- Syndicat mixte Oise verte environnement (SYMOVE)[1].

Elle était membre de l'office de tourisme de la Picardie verte et ses vallées.

### Régime fiscal
La Communauté de communes est un établissement public de coopération intercommunale à fiscalité propre.
Afin de financer l'exercice de ses compétences, la communauté de communes percevait une fiscalité additionnelle aux impôts locaux des communes, avec FPZ (fiscalité professionnelle de zone) et sans FPE (fiscalité professionnelle sur les éoliennes).
Elle collectait également une taxe d'enlèvement des ordures ménagères, qui assurait le fonctionnement de ce service public.

## Réalisations

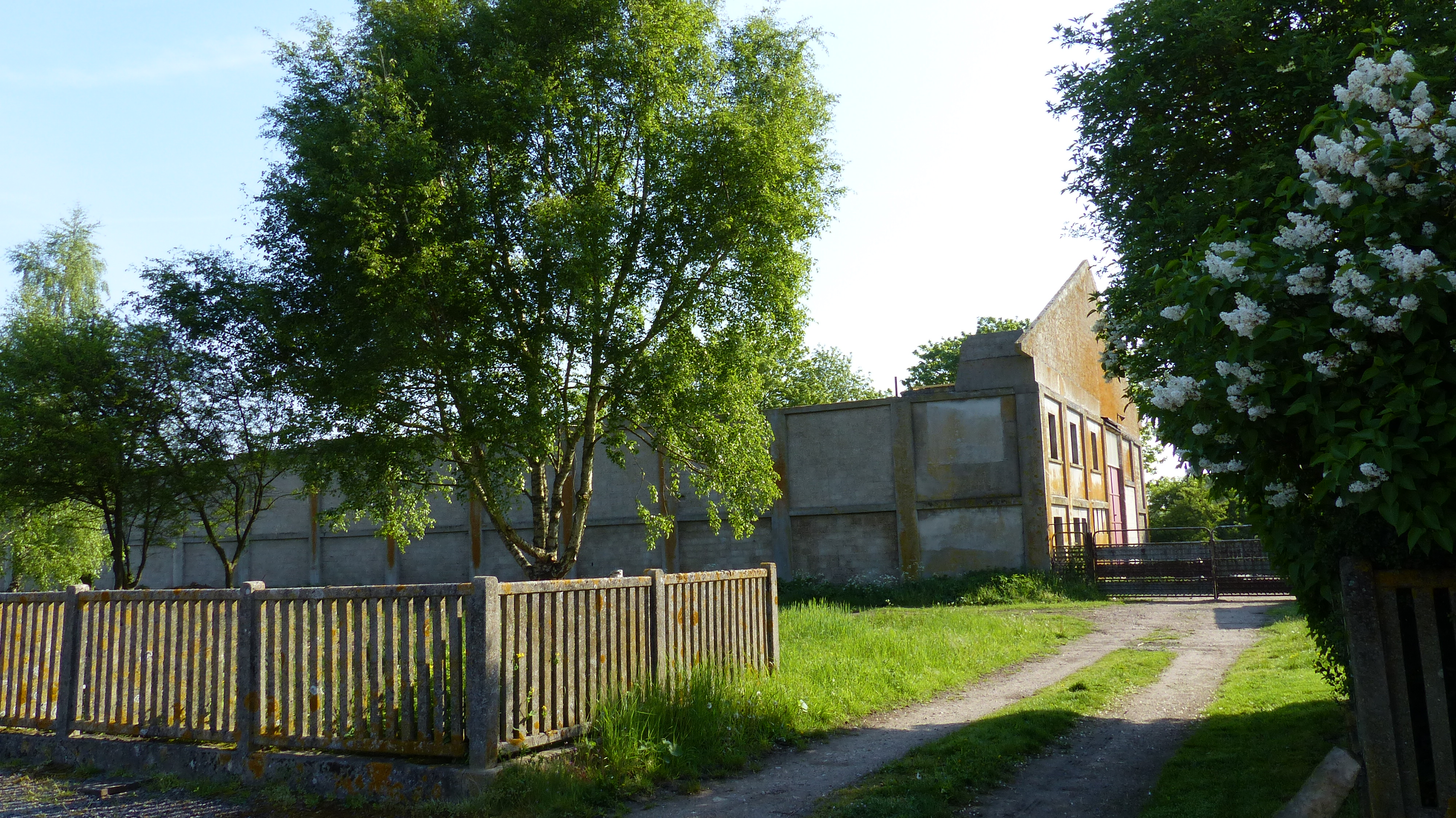
Le silo à engrais de la gare de Crèvecœur-le-Grand en 2014, avant la reconstruction de sa toiture destinée à l'aménager en dépôt de locomotives.

La communauté a obtenu en 2006 la signature d'un contrat de développement territorial avec le département de l'Oise, qui devrait assurer un financement départemental de 2 577 150 €.
Avec la Communauté de communes de la Picardie Verte et la Communauté de communes des Vallées de la Brèche et de la Noye, la Communauté de communes de Crèvecœur-le-Grand a créé l'office de tourisme de la Picardie verte et ses vallées  pour exercer sa compétence tourisme.
La communauté est partenaire du Musée des tramways à vapeur et des chemins de fer secondaires français (MTVS) pour la création d'un chemin de fer touristique entre la gare de Crèvecœur-le-Grand et celle de Saint-Omer-en-Chaussée, dont le chantier a débuté en 2013, . À ce titre, elle reconstruit la toiture d'un ancien silo à engrais, destiné à devenir le dépôt de cette ligne.